# (474030) 2016 GD151
(474030) 2016 GD151 es un asteroide perteneciente al cinturón de asteroides, descubierto el 24 de julio de 2010 por Wide-field Infrared Survey Explorer desde el telescopio espacial Wide-Field Infrared Survey Explorer (WISE), Estados Unidos.

## Designación y nombre
Designado provisionalmente como 2016 GD15.

## Características orbitales
2016 GD151 está situado a una distancia media del Sol de 3,163 ua, pudiendo alejarse hasta 3,699 ua y acercarse hasta 2,628 ua. Su excentricidad es 0,169 y la inclinación orbital 20,97 grados. Emplea 2055 días en completar una órbita alrededor del Sol.

## Características físicas
La magnitud absoluta de 2016 GD151 es 15,967. Tiene 4,687 km de diámetro y su albedo se estima en 0,14.